# Josef Schneider (Ruderer)
Josef Schneider (* 1891; † Mai 1966 in Thun) war ein Schweizer Ruderer. Im Einer gewann er zwei Europameistertitel.

## Sportliche Karriere
Josef Schneider vom See-Club Luzern siegte bei den Europameisterschaften 1924 in Zürich im Einer vor Marc Detton aus Frankreich und Gustav Zinke aus der Tschechoslowakei.
Bei den Olympischen Spielen 1924 in Paris gewann der Australier Arthur Bull den ersten Vorlauf vor Marc Detton. Im zweiten Vorlauf siegte Schneider vor dem Niederländer Constant Pieterse, den dritten Vorlauf gewann der US-Ruderer William Gilmore vor dem Briten Jack Beresford. Im Hoffnungslauf konnte sich Beresford als vierter Ruderer für den Final qualifizieren. Im Final siegte Beresford vor Gilmore und Schneider.
Bei den Europameisterschaften 1925 in Prag siegte der Niederländer Pieterse vor Schneider. Auf seiner Heimstrecke gewann Josef Schneider bei den Europameisterschaften 1926 in Luzern seinen zweiten Europameistertitel.   